# The Velvet Underground
The Velvet Underground (МФА: [ðə ˈvelvɪt ˈʌndəɡraʊnd]; в переводе с англ. — «бархатное подполье») — американская рок-группа, образованная в Нью-Йорке в 1964 году и стоявшая у истоков альтернативной и экспериментальной рок-музыки. Название часто сокращают до V.U. или The Velvets. Ключевые участники Velvet Underground — Лу Рид и Джон Кейл, относительно успешно продолжавшие сольную карьеру после ухода из группы.
Несмотря на то, что пластинки группы продавались небольшими тиражами, Velvet Underground оказали огромное влияние на судьбу рок-музыки. Хорошо демонстрирует влияние Velvet Underground известная фраза (которую часто приписывают Брайану Ино) о том, что мало кто покупал пластинки Velvet Underground в то время, когда они выходили, но каждый, кто купил, основал свою собственную группу. Критики соглашаются, что творчество группы стало поворотным моментом в истории рок-музыки. Velvet Underground были одной из первых групп, экспериментировавших в авангардном направлении. Сложный, экспериментальный звук и жёсткие, реалистичные тексты Лу Рида оказали сильное влияние на развитие панка, нойз-рока и альтернативного рока. Медитативность, тягучесть композиций первого альбома группы повлияла на становление постпанка, эксперименты с фидбэком и нойзом во втором альбоме — на нойз-рок и нойз-поп, особенно на группу The Jesus and Mary Chain, а мелодичность и мягкость звучания третьего альбома — на инди-рок и фолк-рок.

## История

### Начало истории (1964—1965)
Начало группы, в дальнейшем известной как The Velvet Undergound, относится к 1964 году. В то время Лу Рид играл в незначительных гаражных группах, а также работал автором песен для лейбла Pickwick Records. В конце года он встретился с Джоном Кейлом — валлийцем, переехавшим в Америку для обучения классической музыке. В то время Кейл уже начинал сотрудничать с авангардными композиторами вроде Джона Кейджа и Ла Монти Янга, влияние музыки которых ощущается на ранних записях The Velvet Underground. Кейл был приятно поражён тем, что его экспериментальные идеи совпадают с идеями Рида, который, к примеру, пытался использовать нетрадиционную настройку гитар, чтобы добиться более мрачного саунда. В итоге Рид и Кейл начали играть и выступать вместе.
Первой их совместной группой стала The Primitives — недолговечный коллектив, собранный для записи написанной Ридом песни «The Ostrich». В дальнейшем Кейл и Рид позвали к себе Стерлинга Моррисона, приятеля Рида из колледжа, в качестве гитариста и Ангуса Маклиса в качестве перкуссиониста. Первым названием группы стало The Warlocks, позже они сменили его на The Falling Spikes. Название «The Velvet Underground» носила книга о садомазохизме авторства Майкла Лейта; она была оставлена в нью-йоркской квартире, куда переехал Рид, предыдущим жителем, Тони Конрадом. Группе понравилось это название; его плюсом также стала определённая связь с авангардистским видео того времени (которым занимался в том числе Конрад), а также то, что в это время Рид сочинил песню «Venus in Furs» — вдохновлённую книгой Леопольда фон Захер-Мазоха «Венера в мехах» и имевшую также садомазохисткую тематику. В итоге группа решила сделать «The Velvet Underground» своим названием.
The Velvet Underground начали активно репетировать в Нью-Йорке. Их музыка в то время была куда мягче, чем дальнейшие работы: Кейл временно отошёл от авангарда и увлёкся идеями бит-поколения, игра Маклиса на барабанах была крайне мягкой и спокойной. В июле 1965 года Рид, Кейл и Моррисон записали демо в своей комнате на Lodlow Street. Когда Кейл ненадолго уезжал в Британию, он отдал демо Марианне Фэйтфул, надеясь, что она даст его Мику Джаггеру; однако никакой реакции на демо не последовало. В 1995 году оно вошло в ретроспективный бокс-сет Peel Slowly and See.
Когда группа заработала около 75 долларов за свой концерт в школе города Саммит, Нью-Джерси, Маклис ушёл из группы (он объяснил это тем, что группа «продалась» — по словам Моррисона, он играл только ради искусства). Заменой Маклиса стала Морин Такер, младшая сестра друга Моррисона Джима Такера. Упрощённый барабанный стиль Такер стал для группы чем-то абсолютно новым: она играла в основном на том-томах и бас-бочке, используя молотки в качестве ударных палочек и практически не задействуя тарелки. Когда остальные участники попросили Такер о чём-нибудь необычном, она слегка передвинула бас-бочку и стала играть стоя, а когда её установка была забыта в одном из клубов, Морин сделала новую из найденных на помойке бочек и ящиков. Своеобразные ритмы Такер стали органичной частью общего саунда группы. The Velvets стали играть в клубах и постепенно добились определённой известности в узких кругах.

### Встреча с Энди Уорхолом (1965—1967)
В 1965 году менеджером группы стал знаменитый художник Энди Уорхол, предложивший группе использовать в качестве вокалистки на некоторых песнях свою протеже, певицу немецкого происхождения Нико. Репутация Уорхола помогла группе достигнуть ещё большей известности; более того, именно он помог группе заключить контракт с лейблом Verve Records, формально значась «продюсером», а фактически даровав The Velvet Underground возможность создать тот звук, который будет устраивать их. Благодаря Уорхолу группа также стала участвовать в мультимедиашоу Exploding Plastic Inevitable, в котором использовалась их музыка; шоу включало видео и иллюстрации, сделанные Уорхолом. Несколько месяцев это шоу устраивало свои представления в Нью-Йорке, а потом совершило тур по США и Канаде. Последний раз его инсталляция произошла в мае 1967 года.
В 1966 году Маклис ненадолго вернулся в группу, и вместе они сыграли несколько концертов (в них не участвовал Рид, поскольку заболел гепатитом); Кейл пел и играл на органе, а Такер перешла на бас-гитару. В частности, во время этих записей группа исполняла джем «Booker T» (основой для названия стала рок-группа Booker T. & the MG’s); позже этот джем был записан под названием «The Gift» для «White Light/White Heat». Некоторые из этих концертов были записаны и изданы на бутлегах, став единственными сохранившимися записями The Velvet Underground с Маклисом. Маклис хотел вернуться в группу, уже добившуюся без него определённой популярности, однако Рид в итоге помешал этому.
В декабре 1966 года Уорхол и Дэвид Далтон создали специальный мультимедиапроект для журнала Aspen. Помимо различных иллюстраций и буклетов, в «комплект» вошёл двухсторонний диск, на одной стороне которого находились записи, связанные с Тимоти Лири, а на другой — запись «Loop», подписанная названием The Velvet Underground. На самом деле «Loop» была записана Кейлом в одиночку и представляла собой запись гитарного фидбэка, чья громкость усиливалась к концу. Эта запись стала своего рода предтечей нойз-альбому Рида «Metal Machine Music», основанному на той же идее, и одной из первых записей, предопределивших нойз и индастриал. Также «Loop» стала первой изданной и доступной для продажи записью The Velvet Underground.

### The Velvet Underground and Nico(1967)
Дебютный альбом The Velvet Underground записывался в трёх различных студиях на протяжении 1966 года; большая часть сессий прошла на Scepter Studios в Нью-Йорке в апреле. На четырёх песнях в качестве вокалистки поучаствовала Нико. Альбом выпустил в 1967 году лейбл Verve Records. Несмотря на то, что пластинка сыграла очень важную роль в развитии рок-музыки, и в будущем восхвалялась музыкальными критиками, после выпуска альбом достиг только 171 места в хит-параде Billboard.

### White Light/White Heat(1968)
The Velvet Underground продолжали выступать вживую, и их концерты становились всё тяжелее и экспериментальнее, в них стали присутствовать многочисленные импровизации. По утверждению Кейла, группа в этот период стала одной из первых, использовавших усилители фирмы Vox; стали применяться и другие новые звуковые эффекты. Всё это нашло отражение на втором лонгплее группы.
The Velvets перестали сотрудничать с Уорхолом и Нико, и приступили к записи «White Light/White Heat» в сентябре 1967 года с Томом Уилсоном в качестве продюсера. Материал группы стал более сырым, грязным и жёстким; по утверждению Кейла, если в первом альбоме были моменты слабости и красоты, то второй альбом стал «сознательно анти-красивым».
Первая одноимённая песня альбома начинается с энергичного звучания пианино Кейла в духе Джерри Ли Льюиса, описывающая использование амфетаминов. Любимой песней Рида из альбома стала зловещая «Lady Godiva’s Operation», о неудавшейся лоботомии трансгендерной женщины. «The Gift» представляла собой короткий рассказ, написанный Ридом и рассказанный на фоне музыки Кейла с его характерным шотландским акцентом. Одной из наиболее известных песен пластинки стала медитативная «Here She Comes Now», перепетая позже R.E.M., Nirvana, Galaxie 500 и Cabaret Voltaire. Однако наиболее экспериментальными моментами пластинки стали две нойз-роковых композиции — «I Heard Her Call My Name» и «Sister Ray», причём вторая длится около 17 минут.
Коммерчески второй альбом группы стартовал ещё менее успешно, чем первый — он две недели продержался в Billboard Top 200 на позиции 199. Группа была крайне недовольна настолько слабой реакцией на свои старания, и в итоге в The Velvets усилились противоречия. Последняя сессия в «классическом» составе была записана группой в феврале 1968 года и ярко отражает разногласия двух её лидеров: Ридом были сочинены две мелодичные поп-песни («Temptation Inside Your Heart» и «Stephanie Says»), а Кейлом — очередной эксперимент с «пилящей» скрипкой («Hey Mr. Rain»). (Эти записи не были выпущены вплоть до включения в компиляции редких треков VU и Another View). Ещё целый ряд песен, сочинённых в соавторстве с Кейлом, группа исполняла на концертах, но он записал их в студии уже сольно («Walk It and Talk It», «Guess I’m Falling in Love», «Ride into the Sun» и «Countess from Hong Kong»).

### The Velvet Underground(1969)
До начала работы над третьим альбомом Кейл ушёл из группы. Его заменил Дуг Юл из бостонской группы The Glass Managerie, которая несколько раз играла на разогреве у The Velvets. В конце 1968 года был записан третий, одноимённый альбом группы — «The Velvet Underground». Альбом был выпущен 12 марта 1969 года и не попал в Billboard Top 200.
Ранние альбомы The Velvet Underground, по мнению многих критиков, были своего рода итогом творческого сотрудничества-противостояния Рида и Кейла, мелодизма первого и авангардных идей второго. На третьем диске группы, первом без Кейла, звук стал более мягким и спокойным и куда менее экспериментальным; в мелодике песен заметно влияние фолка, и именно здесь сформировался тот стиль песен Рида, которому он в дальнейшем стал следовать на сольных работах. Дополнительной причиной перемен в звуке стало то, что примочки и усилители фирмы Vox были похищены из аэропорта, в котором группа находилась во время тура; поэтому The Velvet Underground решили заключить контракт и поддерживать оборудование фирмы Sunn. В продолжение этой «политики» Рид и Моррисон купили двенадцатиструнные электрогитары Fender. В итоге звенящий, лёгкий гитарный звук Моррисона и мелодические бас-линии Юла стали основой «нового» звука Velvets. Рид добивался более мягкого вокала и поэтому в некоторых песнях даже уступил обязанности лид-вокалиста: Даг Юл спел в открывающей альбом песне «Candy Says», Такер — в «After Hours» (эту песню Лу посчитал настолько чистой и невинной, что не решился спеть её сам). Звучание альбома «The Velvet Underground» оказало значительное влияние на развитие инди-рока и стилистики лоу-фай.

### Сессии к четвёртому альбому.Loaded(1969—1970)

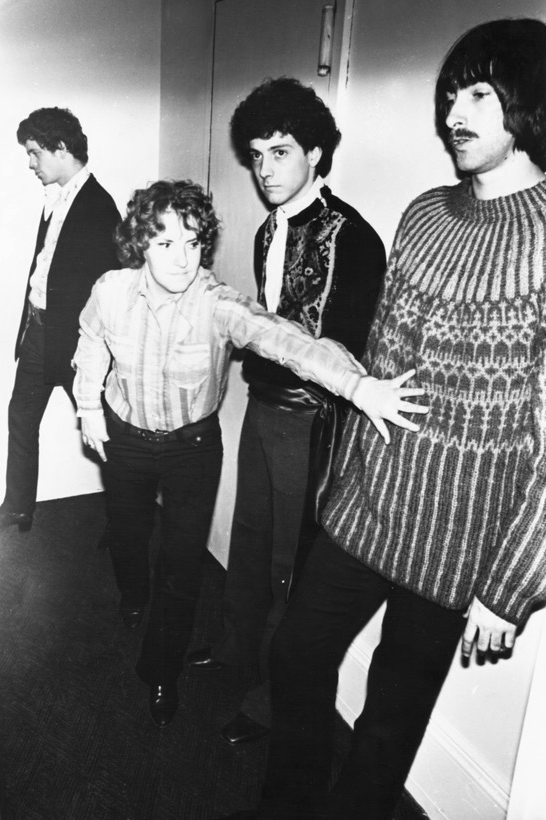
The Velvet Underground в 1968 году, после ухода Джона Кейла. Слева направо: Рид, Такер, Даг Юл и Моррисон

Большую часть 1969 года The Velvet Underground провели в дороге, практически не останавливаясь в Нью-Йорке. В октябре 1969 года был записан концертный альбом «1969: The Velvet Underground Live» (его выпустил в 1974 году на лейбле Mercury Records критик Пол Нельсон). Также на протяжении года группа работала в студии, записав немалое количество материала, который так и не был выпущен из-за разногласий с лейблом. Саунд этих записей стал своего рода переходным между мягким звуком «The Velvet Underground» и поп-роком четвёртого альбома. Значительно позже эти записи вошли на сборники ауттейков «VU» и «Another View»; некоторые из этих песен Рид переработал для своих сольных альбомов («Stephanie Says», «Ocean», «I Can’t Stand It», «Lisa Says», «She’s My Best Friend»). В сущности, значительная часть самых успешных ранних сольных песен Рида стали перезаписями его песен, репетировавшихся с The Velvet Undergound; в исходных версиях они были выпущены позже на сборнике VU, Another View, Peel Slowly and See.
В 1969 году президент MGM Records Майк Карб решил очистить лейбл от групп, связанных с наркотической и хиппи-тематикой; в этот список попали и The Velvet Underground (а также Фрэнк Заппа с The Mothers of Invention). Несмотря на это, лейбл оставил за собой права на невыпущенные записи выгнанных групп.
The Velvets пришли на Atlantic Records; на подчинённом им лейбле Cotillion Records и был выпущен их последний альбом с Ридом, Loaded. Название альбома («нагруженный») намекает на провозглашённый Atlantic Records лозунг о том, что альбомы должны быть «нагружены хитами». Несмотря на то, что диск не стал таким хитом, как того ожидала компания, он включил самые мейнстримовые поп-песни из когда-либо записанных группой, в первую очередь «Rock and Roll» и «Sweet Jane». Саунд группы стал более поп-роковым, с элементами фолк-рока и ритм-энд-блюза, не утратив при этом мелодизма.
Поскольку Такер временно покинула группу по причине беременности, несмотря на то, что она числится в качестве ударницы в выпускных данных альбома, на самом деле барабанные партии исполнялись различными людьми, включая Юла, инженера Эдриена Барбера, сессионного музыканта Томми Кастанеро и брата Дага Юла Билли, в то время учившегося в средней школе.
Отчаявшись добиться с группой хоть какого-либо успеха, под влиянием нового менеджера Стива Сесника в августе 1970 года Рид решил расстаться с The Velvet Underground. По существу, группа распалась во время записи альбома, и Лу ушёл непосредственно перед его выпуском. Позже он утверждал, что был удивлён, увидев альбом на прилавках; по его словам, он «оставил их с их альбомом, полным хитов, написанных мной».
Рид был крайне разочарован тем, в каком виде в альбом попали песни «Sweet Jane» и «New Age». Обе песни были сокращены; так, в оригинальной версии «New Age» финальная фраза «It’s the beginning of a new age» (с англ. — «Это начало нового века») должна была повторяться много раз. Также на Loaded не попало короткое вступление к «Rock and Roll». С другой стороны, по утверждениям Юла, альбом был закончен к тому моменту, когда Лу ушёл из группы, и тот знал обо всех произведённых изменениях; за те несколько недель, которые прошли между уходом Рида и выпуском пластинки, не мог произойти весь долгий процесс исправления, мастеринга и подготовки к изданию. Так или иначе, первоначальные версии песен вышли на выпущенном несколько лет спустя переиздании Loaded, а также были включены в бокс-сет «Peel Slowly and See».

### Последние годы.Squeeze(1973)
Хотя сопровождавший Loaded сингл «Who Loves the Sun» не произвёл сколько-нибудь заметного эффекта, в целом диск стал своего рода триумфом на фоне предыдущих «успехов» группы. «Rock and Roll» и «Sweet Jane» стали крайне популярны на радио, и группа, в том числе присоединившийся к ней Уолтер Пауэрс на басу и Юл, ставший гитаристом и лид-вокалистом, отправилась в тур по США и Европе. В то же время Моррисон получил звание бакалавра искусств и оставил группу ради академической карьеры в Университете Техаса и Остина. Заменой ему стал клавишник и певец Уилли Александер. The Velvets дали ряд концертов в Англии, Уэльсе и Голландии; часть материала с них была издана на бокс-сете 2002 года Final V.U..
Тем временем настолько радикальные перемены в составе группы вызвали недовольство у фанатов, которые стали называть группу «Velveteen Underground» (игра слов — Velvet и teen — подросток). Юл также начал чувствовать дискомфорт, выступая под именем «Velvet Underground»; сохранившиеся записи этого периода демонстрируют, что он старался исполнять в основном новый материал, а не старые вещи авторства Рида.
В 1972 году лейбл Atlantic Records выпустил запись последнего концерта The Velvets с Ридом — Live at Max’s Kansas City. Эта запись была сделана фанаткой группы и участницей тусовки Уорхола Бриджит Полк 23 августа 1970 года. В то же самое время Дуг Юл совершал сольный тур по Великобритании, по возвращении из которого он оказался без группы — Сесник уволил Такер, Пауэрса и Александера. Также Сесник добился надёжного контракта Velvet Underground с лейблом Polydor Records, и в 1973 году Юл записал и выпустил альбом Squeeze. В записи принимал участие барабанщик Deep Purple Иэн Пейс.
Отношение к последнему выпущенному под именем The Velvet Underground студийному альбому остаётся крайне противоречивым. Критик Стивен Эйрлвайн с ресурса All Music Guide отмечает, что пластинка получила «однообразно плохие отзывы» и была, по сути, вычеркнута из традиционной дискографии The Velvet Underground. Рейтинг этого альбома на «All Music Guide» составляет 1 из 5 (остальные студийные альбомы The Velvets получили 5 из 5); Squeeze также находится в рейтинге худших альбомов всех времён ресурса Rate Your Music. В альбоме преобладают лёгкие поп-рок и кантри-интонации, некоторые вещи из него напоминают песни альбома Loaded; по мнению многих, альбом стал бы более успешен, если бы был выпущен не под именем The Velvet Underground, а как сольный диск Юла (поскольку по сути он являлся таковым).
В 1972 году Рид, Кейл и Нико объединились и дали два концерта в Лондоне и Париже. Парижский концерт в клубе Bataclan был выпущен в качестве бутлега, а в 2003 году вышел как официальный концертный альбом под названием Le Bataclan ’72.

### После распада (1973—1990)
Кейл, Рид и Нико начали более или менее успешные сольные карьеры, периодически сотрудничая друг с другом (так, Кейл спродюсировал ряд альбомов Нико). Стерлинг Моррисон стал профессором, какое-то время преподавая средневековую литературу в Техасском университете в Остине, а затем несколько лет был капитаном буксира. Морин Такер жила семейной жизнью, в 80-х на какое-то время вернувшись к музыке. Среди групп, с которыми пытавшийся продолжить музыкальную карьеру Моррисон гастролировал, была и группа Такер.
18 июля 1988 года Нико умерла от кровоизлияния в мозг, после того, как упала с велосипеда.
Чешский диссидент Вацлав Гавел был фанатом The Velvet Underground и даже находился в дружеских отношения с Лу Ридом. Комментируя свою причастность к напоминающему название группы наименованию «бархатная революция» (англ. Velvet Revolution), в результате которой в Чехии был свергнут коммунизм, Рид говорил, что её идеи соответствуют его миролюбивому характеру — ведь эти события были бескровными. После избрания Гавела в качестве президента сначала Чехословакии, а затем Чешской республики, Рид навестил его в Праге. 16 сентября 1998 по просьбе Гавела Рид сыграл на торжественном ужине в честь него на приёме у Клинтона.

### Воссоединения и последующие годы (1990, 1992—2017)
В 1990 году Рид и Кейл записали совместный альбом Songs for Drella, посвящённый памяти умершего в 1987 году Энди Уорхола. («Drella» — псевдоним Уорхола, составленный из слов «Dracula», Дракула, и «Cinderella», Золушка). Несмотря на то, что Моррисон и Такер работали с Ридом и Кейлом на протяжении сольной карьеры, на «Songs for Drella» два лидера The Velvet Underground «встретились» впервые. Начали ходить слухи о воссоединении группы, подкреплённые совместным исполнением «Heroin» на бис во время приуроченного к Songs for Drella концерта.
В итоге The Velvet Underground в составе Рид-Кейл-Моррисон-Такер объединились в 1992 году и отправились в тур по Европе, который начался в Эдинбурге 1 июня 1993 года. Также группа выступила на фестивале в Гластонбери, и фото с этого выступления попало на обложку журнала NME. В большей части песен, которые в оригинале пела Нико, вокальные партии перешли к Джону Кейлу. Также The Velvets поучаствовали в пяти концертах тура U2 Zoo TV Tour. Материалы этих концертов в 1993 году были выпущены в альбоме Live MCMXCIII.
Группа планировала совершить турне по США, поучаствовать в MTV Unplugged и выпустить ещё один студийный альбом, однако из-за вновь возникших противоречий Рида и Кейла возрождённые The Velvet Underground распались.
30 августа 1995 года Стерлинг Моррисон умер от лимфомы. Это, как первоначально считалось, положило конец намерениям группы снова объединиться. Однако планы изменились, когда в 1996 году The Velvet Underground были включены в Зал славы рок-н-ролла; Рид и Кейл решили оставить разногласия и возродить The Velvet Underground в последний раз вместе с Такер. Дуг Юл не был приглашён, что расценил как неуважение со стороны бывших соратников. На церемонии группу представила Патти Смит, и Velvet Underground исполнили песню «Last Night I Said Goodbye to My Friend», посвящённую памяти Стерлинга Моррисона.
В декабре 2009 года в 45 годовщину со дня образования группы Рид, Такер и Юл (без Кейла), воссоединившись, дали редкое интервью в Нью-Йоркской публичной библиотеке.
27 октября 2013 года в возрасте 71 года скончался Лу Рид. Ещё в апреле 2013 года ему была сделана операция по пересадке печени, и по его собственным словам, после операции он чувствовал себя лучше и здоровее, чем когда-либо.
Джон Кейл по поводу смерти Рида сказал следующее: «Мир потерял прекрасного композитора и поэта … Я потерял своего товарища по школьному двору».
В 2017 году Такер и Кейл воссоединились, чтобы исполнить «I’m Waiting for the Man» в рамках концерта Grammy Salute to Music Legends.

## Признание
В 2010 году журнал Rolling Stone поставил The Velvet Underground на 19 место в списке 100 величайших артистов всех времён.

## Участники группы
| Классический состав - Лу Рид — вокал, гитара (1964—1970, 1990, 1992—1993, 1996; умер в 2013), фортепиано (1967—1970) - Джон Кейл — альт, бас-гитара, клавишные, вокал (1964—1968, 1990, 1992—1993, 1996) - Стерлинг Моррисон — гитара, бэк-вокал (1964—1971, 1990, 1992—1993; умер в 1995), бас-гитара (1965—1970, 1990, 1992—1993) - Мо Такер — перкуссия, ударные (1965—1972, 1990, 1992—1993, 1996), вокал (1968—1972), бас-гитара (один раз в 1966 году) | Бывшие участники - Ангус Маклис — перкуссия (1964; умер в 1979), ударные (один раз в 1966 году) - Нико — ведущий и бэк-вокал (1966—1967) (умерла в 1988) - Дуг Юл — вокал (1968—1973), гитара (1970—1973), бас-гитара (1968—1970, 1972—1973), клавишные (1968—1971, 1972—1973) - Уолтер Пауэрс — бас-гитара, бэк-вокал (1970—1972) - Билли Юл — ударные, перкуссия (1970, 1973) - Уилли Александер — клавишные, бэк-вокал (1971—1972) |

## Дискография

### Студийные альбомы
- The Velvet Underground and Nico (1967)
- White Light/White Heat (1968)
- The Velvet Underground (1969)
- Loaded (1970)
- Squeeze (1973)

### Комментарии
1. ↑  заменял Мо Такер во время декретного отпуска